# Grove (Oxfordshire)
Grove è un villaggio e parrocchia civile dell'Inghilterra, appartenente alla contea dell'Oxfordshire.
La cittadina è famosa nel mondo dell'automobilismo per essere, dal 1995, la sede della Williams F1, storica scuderia britannica di Formula 1, tra le più vincenti di sempre nella categoria.